# Верхнє (Самбірський район)
Ве́рхнє (до 1946 року Ботелка Вижня) — село в Україні, у Самбірському районі Львівської області. Населення становить 877 осіб. Орган місцевого самоврядування — Боринська селищна рада.

## Історія
Перша згадка датована 1564 роком. У грудні 1891 — січні 1892 р. в селі побував Іван Франко.
У 1929 році утворено місцеву комуністичну організацію «Сельроба-єдності», яка 1936 переправила через кордон до Іспанії на громадянську війну чотири групи бійців по 8-14 осіб у кожній.
Після першої радянської окупації 1940 в селі у межах примусової колективізації створено колгосп.
У радянсько-німецькій війні брали участь 80 селян, 23 з них загинули. У вересні 1974-го в селі встановлено обеліск у пам'ять про загиблих.
Під час другої радянської окупації у селі отаборилася головна садиба колгоспу імені Свердлова. Колгосп діяв до розпаду СРСР.

## Церква

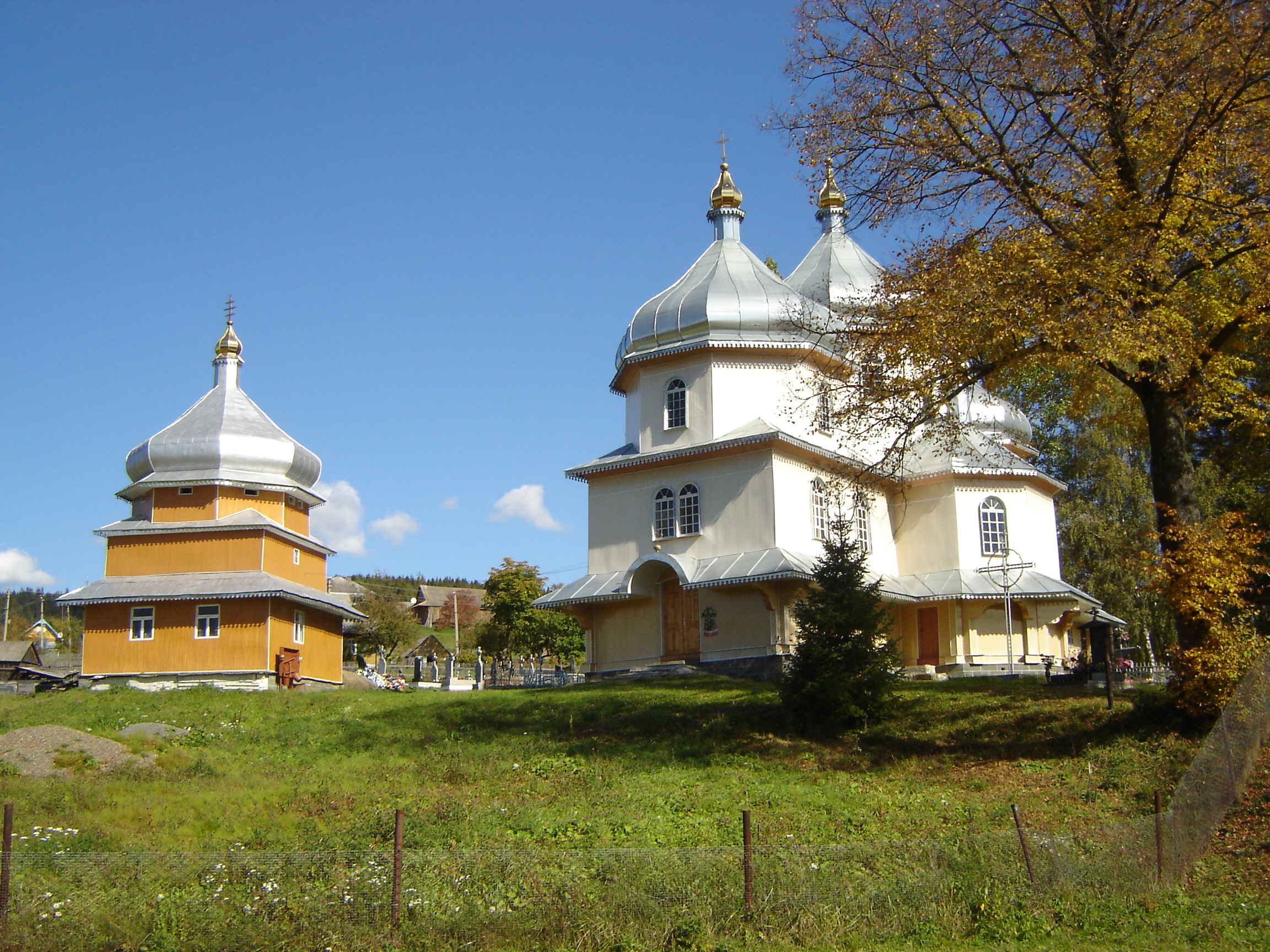
Церква у 2007 році

Дерев'яна церква Введення в храм Пресвятої Богородиці збудована у 1913 році. Розташовувалась у центрі села при дорозі, служби проводив священик УПЦ КП. Згоріла 7 січня 2015 року. Вціліла дерев'яна дзвіниця.

## Населення
- 1880–1132 разом з Нижнім (католиків 17, грекокатоликів — 507 (у Верхньому) і 542 (у Нижньому), юдеїв 66)[3].
- 1921–649 мешканців.
- 1970–912 мешканців, дворів — 206.[4]
- 1989–881 (445 чол., 436 жін.)[5]
- 2001–877[6].

### Мова
Розподіл населення за рідною мовою за даними перепису 2001 року:
| Мова            | Кількість | Відсоток |
| --------------- | --------- | -------- |
| українська      | 876       | 99.89%   |
| інші/не вказали | 1         | 0.11%    |
| Усього          | 877       | 100%     |

## Господарство
У радянські часи в колгоспу були 1980 га сільгоспугідь, зокрема 1046 га орної землі та 1574 га лісу. Також у селі був автотракторний парк, молокотоварна ферма, дві польові бригади, їдальня. За відмінну роботу в тваринницькому напрямку 1972-1973 роках колгосп був удостоєний пам'ятним прапором Міністерства сільського господарства УРСР.

## Соціальна сфера
У селі є середня школа, народний дім (200 місць), бібліотека, ФАП, дитсадок, поштове відділення, крамниця.